# Administration des enquêtes techniques
Pour les articles homonymes, voir AET.
L'Administration des enquêtes techniques (AET) est l'organisme luxembourgeois permanent chargé des enquêtes sur les accidents et les incidents graves en transport aérien public, en aviation générale, en transports fluviaux, en transports maritimes, et en transports ferroviaires qui surviennent sur le territoire luxembourgeois. L'administration a son siège dans la ville de Luxembourg. L'AET est placée sous la tutelle du ministère des transports. Elle est dirigée par le directeur des enquêtes techniques.